# Der Moment
Der Moment (jid. ‏דער מאָמענט‎, Chwila) – żydowski dziennik, wydawany w języku jidysz w Warszawie od 18 listopada (5 listopada starego stylu) 1910 do 23 września 1939 roku .

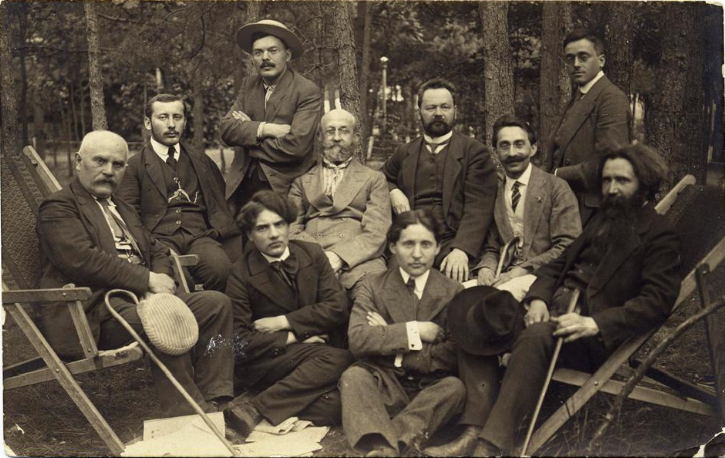
Redakcja dziennika „Der Moment”

Gazeta została założona przez Cwiego Pryłuckiego, Hilela Cajtlina i Moszego Justmana. Dziennik związany był przez większą część swojego istnienia z ruchem fołkistowskim. Uniezależnił się od tych wpływów w 1937 roku. Redaktorem naczelnym gazety był Noach Pryłucki .
Gazeta ukazywała się w nakładzie 40–60 tys. egzemplarzy, a w piątki nawet 90 tys. Maksymalny nakład dziennik osiągnął w czasie procesu Bejlisa, kiedy to drukowano 150 tys. egzemplarzy czasopisma . Główną tematyką poruszaną w gazecie były wydarzenia ze świata polityki i gospodarki. Sporą część artykułów zajmowały także informacje o charakterze sensacyjnym, o których informowano czytelników dużymi tytułami na pierwszej stronie dziennika . „Der Moment” był najnowocześniejszą gazetą żydowską wydawaną w II Rzeczypospolitej, jeśli brać pod uwagę technikę drukarską (redakcja posiadała nowoczesne linotypy, maszyny rotacyjne itp.) .
„Der Moment” miał także swoje lokalne mutacje. W trakcie ważnych wydarzeń do numerów dziennika dodawano nadzwyczajne dodatki. W takich przypadkach ukazywało się także „Ekstra Ojsgabe” (jid. Wydanie Specjalne). Wydawano także popołudniówkę „Warszewer Radio”, a w latach 1931–1932 do sobotniego wydania dołączano dodatek „Gut Woch” (jid. Dobry Tydzień). Ukazały się 64 numery tego dodatku .